# Trnovi (Chorwacja)
Trnovi – wieś w Chorwacji, w żupanii karlowackiej, w gminie Cetingrad. W 2011 roku pozostawała niezamieszkana.